# 銀山駅
銀山駅（ぎんざんえき）は、北海道余市郡仁木町銀山2丁目にある北海道旅客鉄道（JR北海道）函館本線の駅である。駅番号はS21。電報略号はキン。事務管理コードは▲130109。

## 歴史

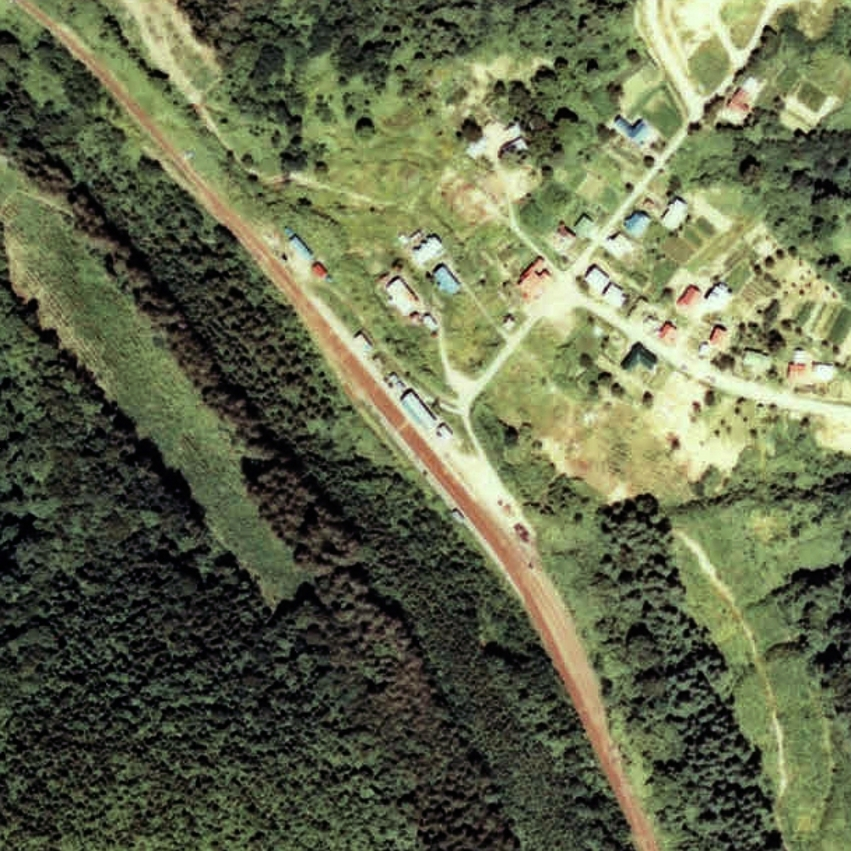
1976年の銀山駅と周囲約750m範囲。下が倶知安方面。

- 1905年（明治38年）1月29日：北海道鉄道の駅として開業[4]。一般駅[2]。
- 1907年（明治40年）7月1日：北海道鉄道の国有化に伴い、国有鉄道に移管[2]。
- 1909年（明治42年）10月12日：国有鉄道線路名称制定に伴い、函館本線の駅となる。
- 1913年（大正2年）頃：赤井川村の白井川東岸に開坑した明治鉱山から国富鉱山製錬所へ鉱石を運搬するため、当駅下まで馬車軌道を敷設し、軌道終点から当駅構内積込場まで索道を設置。
- 1949年（昭和24年）6月1日：日本国有鉄道法施行に伴い、日本国有鉄道（国鉄）に継承。
- 1970年（昭和45年）：映画「男はつらいよ 望郷篇」で駅舎がロケに使用される。
- 1972年（昭和47年）3月15日：貨物扱い廃止[2]。
- 1982年（昭和57年）3月1日：荷物扱い廃止[2][5]。同時に無人化[6]。
- 1986年（昭和61年）11月1日：列車交換設備廃止。下り線（2番線）ホームと線路はそのまま放置。
- 1987年（昭和62年）4月1日：国鉄分割民営化に伴い、北海道旅客鉄道（JR北海道）の駅となる[2]。
- 1988年（昭和63年）11月3日：列車交換設備復活。旧下り線の線路とホームを再整備。
- 2004年（平成16年）4月：ホームを延伸し、定期列車のドアカットを廃止[7]。
- 2007年（平成19年）10月1日：駅ナンバリングを実施[8]。

## 駅構造
相対式ホーム2面2線を持つ地上駅である。ホーム函館駅寄りに構内踏切があり、2番ホームへはこれを渡る。1番ホームは砂利敷だが、2番ホームは舗装されている。
余市駅の管理下にあり、駅自体は無人であるが、徒歩数分の商店で乗車券を扱う簡易委託駅となっている。JR北海道管内では唯一駅外に委託している駅である。

### のりば
| 番線 | 路線      | 方向 | 行先               |
| ---- | --------- | ---- | ------------------ |
| 1    | ■函館本線 | 上り | 倶知安・長万部方面 |
| 2    | ■函館本線 | 下り | 小樽・札幌方面     |

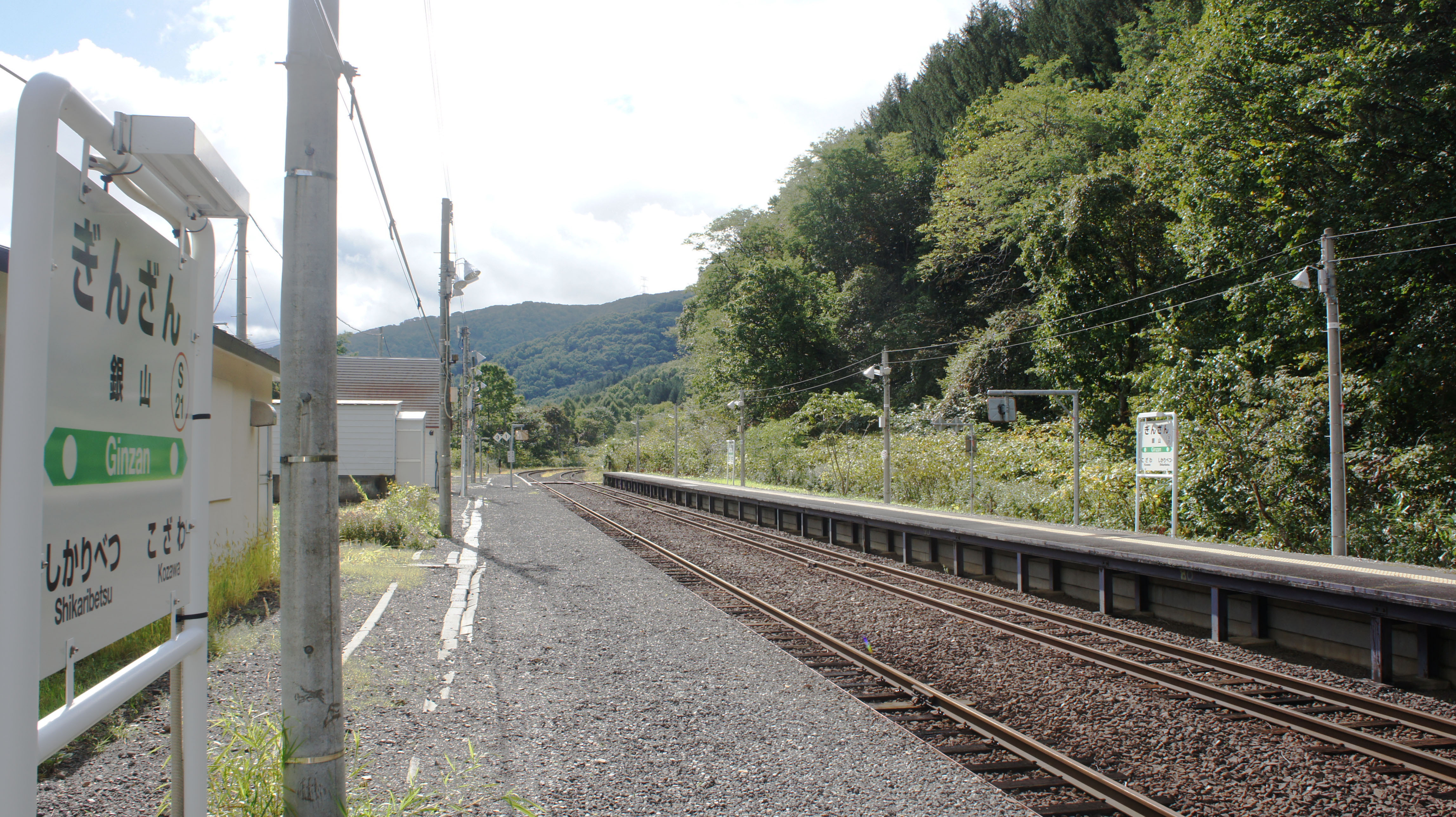
ホーム（2018年9月）
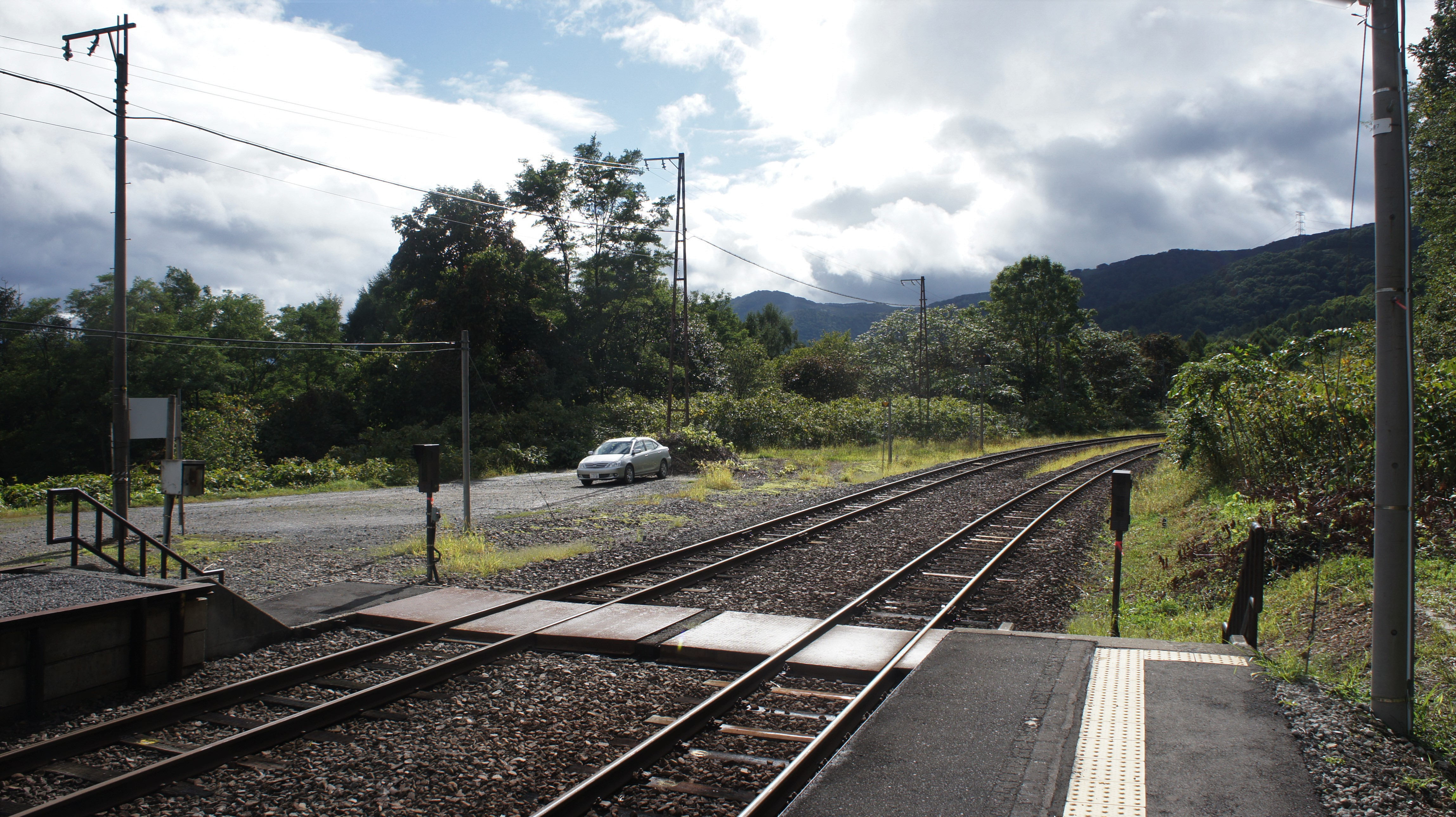
構内踏切（2018年9月）

## 利用状況
乗車人員の推移は以下の通り。年間の値のみ判明している年度は日数割で算出した参考値を括弧書きで示す。出典が「乗降人員」となっているものについては1/2とした値を括弧書きで乗車人員の欄に示し、備考欄で元の値を示す。
また、「JR調査」については、当該の年度を最終年とする過去5年間の各調査日における平均である。
| 年度               | 乗車人員（人） | 乗車人員（人） | 乗車人員（人） | 出典   | 備考 |
| 年度               | 年間           | 1日平均        | JR調査         | 出典   | 備考 |
| ------------------ | -------------- | -------------- | -------------- | ------ | ---- |
| 1978年（昭和53年） |                | 89.0           |                | [ 9 ]  |      |
| 2017年（平成29年） |                |                | 33.4           | [ 10 ] |      |
| 2018年（平成30年） |                |                | 33.4           | [ 11 ] |      |

## 駅周辺
駅は集落を東に望む丘の中腹にある。
- 北海道道1022号仁木赤井川線
- 余市警察署銀山駐在所
- 銀山郵便局
- 新おたる農業協同組合（JA新おたる）銀山事業所
- 仁木町立銀山小学校
- 仁木町立銀山中学校
- 銀山学園
- 桜ヶ丘学園
- 銀山
- 仁木町予約制バス（旧・北海道中央バス銀山線）「銀山駅前」停留所[12]

## その他

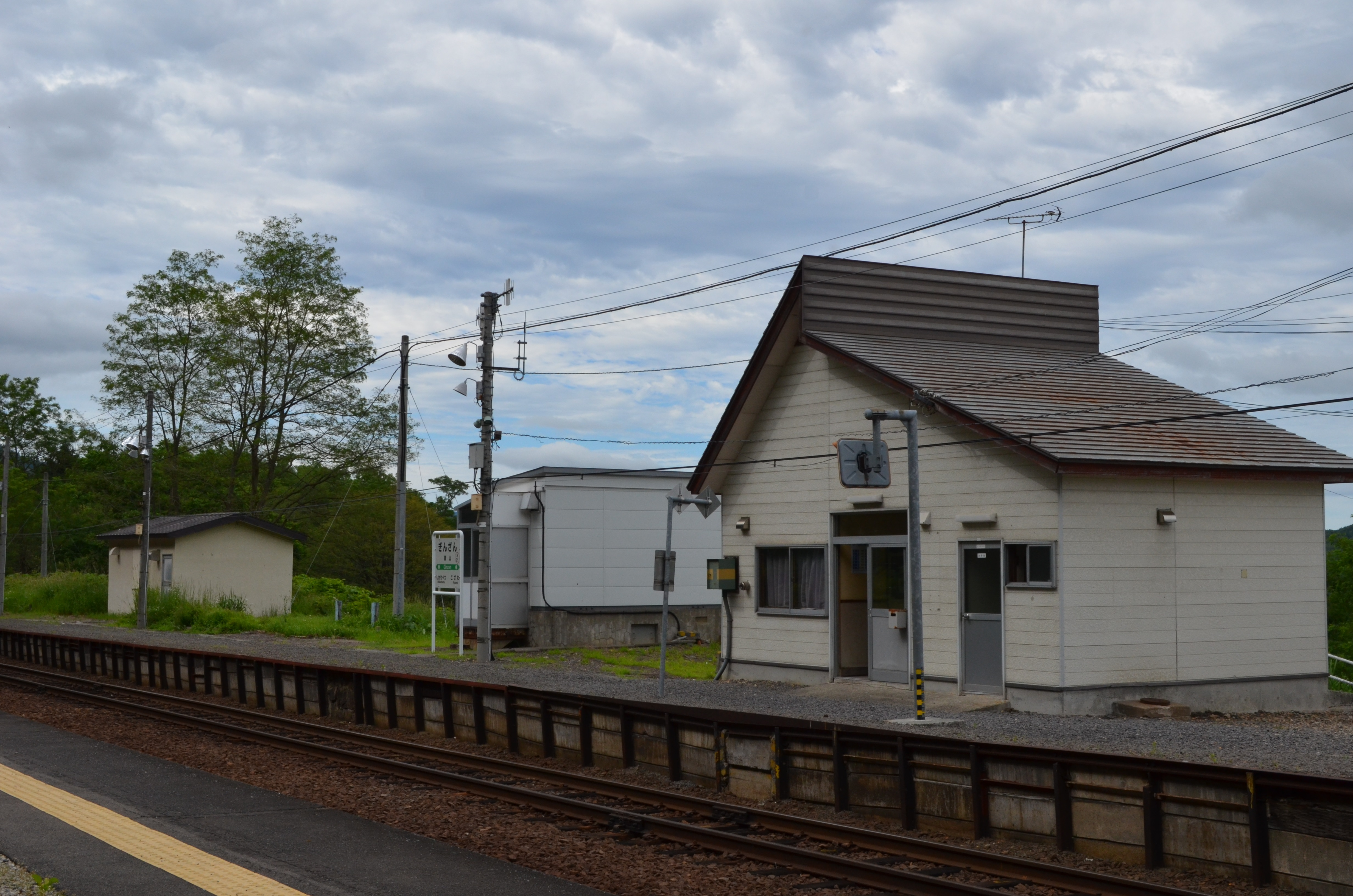
『ウマ娘』第1期オープニング映像と同じく、2番ホームから駅舎を見る構図（2022年7月）

テレビアニメ「ウマ娘 プリティーダービー」（2018年）の作中に登場する北海道の架空の駅に似ていると話題になったことがある。

## 隣の駅
北海道旅客鉄道（JR北海道）
■函館本線

小沢駅 (S22) - 銀山駅 (S21) - *山道駅 - 然別駅 (S20)
*打消線は廃駅